# Quirima
Quirima è una municipalità dell'Angola appartenente alla provincia di Malanje. Ha 36.349 abitanti (stima del 2006) ed una superficie di 10.077 km².
Il capoluogo è Quirima.